# 競技馬
競技馬（sporthorse）は、特定の品種ではなく、競技に使用される馬ことである。この用語は通常、伝統的なオリンピックの競技である馬術、総合馬術、障害飛越競技、馬車競技のために育成された馬に適用されるが、正確な定義はさまざまである。アメリカでは、ハントシートやショーハンターの競技に使われる馬は競技馬に分類されることが多いが、イギリスのショーハンターは 「ショーホース」に分類される。
西部乗馬、サドルシート、競馬などに使用される馬は、一般的に競技馬とは呼ばれない。

## 育成
競技馬は、そのコンフォメーション、動き、気質など、特定の資質を求めて育成される。世界中の競技馬の目的や育成はほとんど変わらないが、「競技馬」の正確な定義は国によって微妙に異なる。イギリスでは、「スポーツ馬」とは馬術、総合術、障害飛越競技に適した馬を指す。アメリカではもっと定義が広く、ハントシートなどの種目にも使われる馬が含まれることもある。
世界では、競技馬の繁殖は世界競技馬生産連盟によって監督されている。世界競技馬繁殖連盟は競技馬の繁殖団体と国際馬術連盟（FEI）をつなぐ役割を担っている。

## 繁殖
多くの温血種は競技馬として、主に馬場馬術や障害飛越競技用に開発された。サラブレッドも主に総合馬術で競技馬としてよく使われており、競走馬としてではなく競技馬として特別に育成されたものもある。そのようなサラブレッドは、競走馬のような引き締まった体型ではなく、重厚な体格をしている傾向がある。しかし、元競走馬が競技馬として再調教されて成功した例も多い。また、サラブレッドは競技馬を作るために、しばしば温血種や重種馬と交配される。その一例がアイリッシュスポーツホースで、サラブレッドとアイリッシュドラフトの交配種である。
その他、バロックホース、クォーターホース、アラブ種、モーガンホース、いくつかのポニー種、さらにアメリカンサドルブレッドのような種も競技馬として使用されることがある。さまざまな品種の代表馬が最高級の活躍しているが、国際的な競技会では温血種やサラブレッドを祖先に持つ馬が多数を占めている。